# Armenia na Letnich Igrzyskach Olimpijskich 2000
Armenię na Letnich Igrzyskach Olimpijskich 2000 reprezentowało 25 zawodników, w tej liczbie znalazły się ponownie dwie kobiety. Chorążym podczas ceremonii otwarcia igrzysk był zapaśnik Hajkaz Galystian.
Tym razem Armenia zdobyła jeden medal. Brąz w podnoszeniu ciężarów wywalczył Arsen Melikian. Był to drugi start Armenii jako niepodległego kraju, po raz pierwszy przyłapano jednak reprezentanta Armenii na dopingu. Sztangista Aszot Danielian pierwotnie zajął trzecie miejsce w kategorii + 105 kg, jednak w jego organizmie wykryto niedozwolony środek dopingujący (stanozolol).

## Zdobyte medale
| Medal | Zawodnik       | Dyscyplina sportowa  | Konkurencja |
| ----- | -------------- | -------------------- | ----------- |
| Brąz  | Arsen Melikian | Podnoszenie ciężarów | do 77 kg    |

## Wyniki

### Boks
- Wachtang Darczinian – waga musza (6. miejsce)
- Aram Ramazjan – waga kogucia (odpadł w 1/16 finału)
- Artur Geworgian – waga lekka (odpadł w 1/16 finału)

### Judo
- Wardan Woskanian – waga ekstralekka (odpadł w fazie grupowej)

### Kajakarstwo
- Władimir Gruszychin
  - K-1 500 m – odpadł w półfinale
  - K-1 1000 m – odpadł w półfinale

### Lekkoatletyka
Mężczyźni
- Szirak Poghosjan – skok w dal (44. miejsce w kwalifikacjach)
- Armen Martirosjan – trójskok (35. miejsce w kwalifikacjach)

Kobiety
- Anna Nasilian – bieg na 800 metrów (odpadła w eliminacjach)

### Pływanie
Mężczyźni
- Dimitri Margarian – 50 m stylem dowolnym (58. miejsce)

Kobiety
- Juliana Micheewa – 50 m stylem dowolnym (63. miejsce)

### Podnoszenie ciężarów
- Rudik Petrosjan – do 69 kg (5. miejsce)
- Arsen Melikian – do 77 kg (3. miejsce)
- Gagik Chaczatrian – do 85 kg (5. miejsce)
- Aszot Danielian – + 105 kg (zdyskwalifikowany za doping)

### Skoki do wody
- Howhannes Awtandilian – wieża, 10 m (38. miejsce)

### Strzelectwo
- Hyraczia Petikian – karabin małokalibrowy, trzy pozycje, 50 m (29T. miejsce)

### Tenis
- Sarkis Sarksjan – gra pojedyncza (odpadł w 1/32 finału)

### Zapasy
Styl klasyczny
- Karen Mynacakanian – do 58 kg (15. miejsce)
- Waghinak Galystian – do 63 kg (12. miejsce)
- Lewon Geghamian – do 76 kg (18. miejsce)
- Rafajel Samurgaszew – do 97 kg (14. miejsce)
- Hajkaz Galystian – do 130 kg (13. miejsce)

Styl wolny
- Martin Berberian – do 58 kg (6. miejsce)
- Arszak Hajrapetian – do 63 kg (5. miejsce)
- Arajik Geworkian – do 69 kg (7. miejsce)